# Karl von Bülow
Karl Wilhelm Paul von Bülow [by'lå], född 24 mars 1846 i Berlin, död 31 augusti 1921 i Berlin, var en tysk militär verksam framförallt under första världskriget.
Bülow inträdde 1864 i tjänst vid 2:a gardesregementet till fot och deltog som sekundlöjtnant i Tyska enhetskriget 1866 och fransk-tyska kriget 1870-71. Han blev kapten vid generalstaben 1877 och tillhörde sedan mest generalstaben, till dess han efter att några år förut ha varit chef för 4:e gardesregementet till fot 1903 med generallöjtnants grad blev han chef för 3:e armékåren. General i infanteriet 1904 och generalöverste 1912. Han blev i september sistnämnda år generalinspektör för 3:e arméinspektionen med säte i Hannover. 
Vid krigsutbrottet 1914 ställdes Bülow i spetsen för 2:a armén, vilken, den andra från höger, framryckte genom Belgien och norra Frankrike samt därvid segerrikt kämpade vid Charleroi 23 augusti samt vid S:t Quentin den 29 och 30. I slaget vid Marne 7-10 september fick Bülows armé en svår uppgift att fylla därigenom, att den till huvudsaklig del berövades stödet av den till höger kämpande 1:a armén, som för att avvärja den mot dess rygg och högra flygel riktade stöten måste dra sig alltmer åt höger, varigenom en lucka uppstod i tyska slaglinjen. Då brittiska armén och vänstra flygeln av den 5:e franska armén till höger om den förra bröt fram i sagda lucka och sålunda hotade överflygla de nämnda tyska arméerna, fann sig Bülow tvungen att, i samförstånd med högkvarterets förtroendeman, den 9 på förmiddagen anbefalla återtåg. 2:a armén intog därefter en befäst ställning nordöst om Reims med högra flygeln stödd mot Aisne, i vilken den 12 september-9 oktober avvisade upprepade anfall från den 5:e franska armén. Vid tyska frontens utsträckning västerut i oktober 1914 flyttades Bülows armékommando till området Péronne-Roye. I januari 1915 utnämndes han till generalfältmarskalk, men lämnade i april samma år sitt befäl och 22 juni 1916 aktiv tjänst. Sin armés operationer har han skildrat i Mein bericht zur Marneschlacht (1919).

## Utmärkelser
- Kommendör med stora korset av Svärdsorden, 1900.[5]